# Listnatec pichlavý

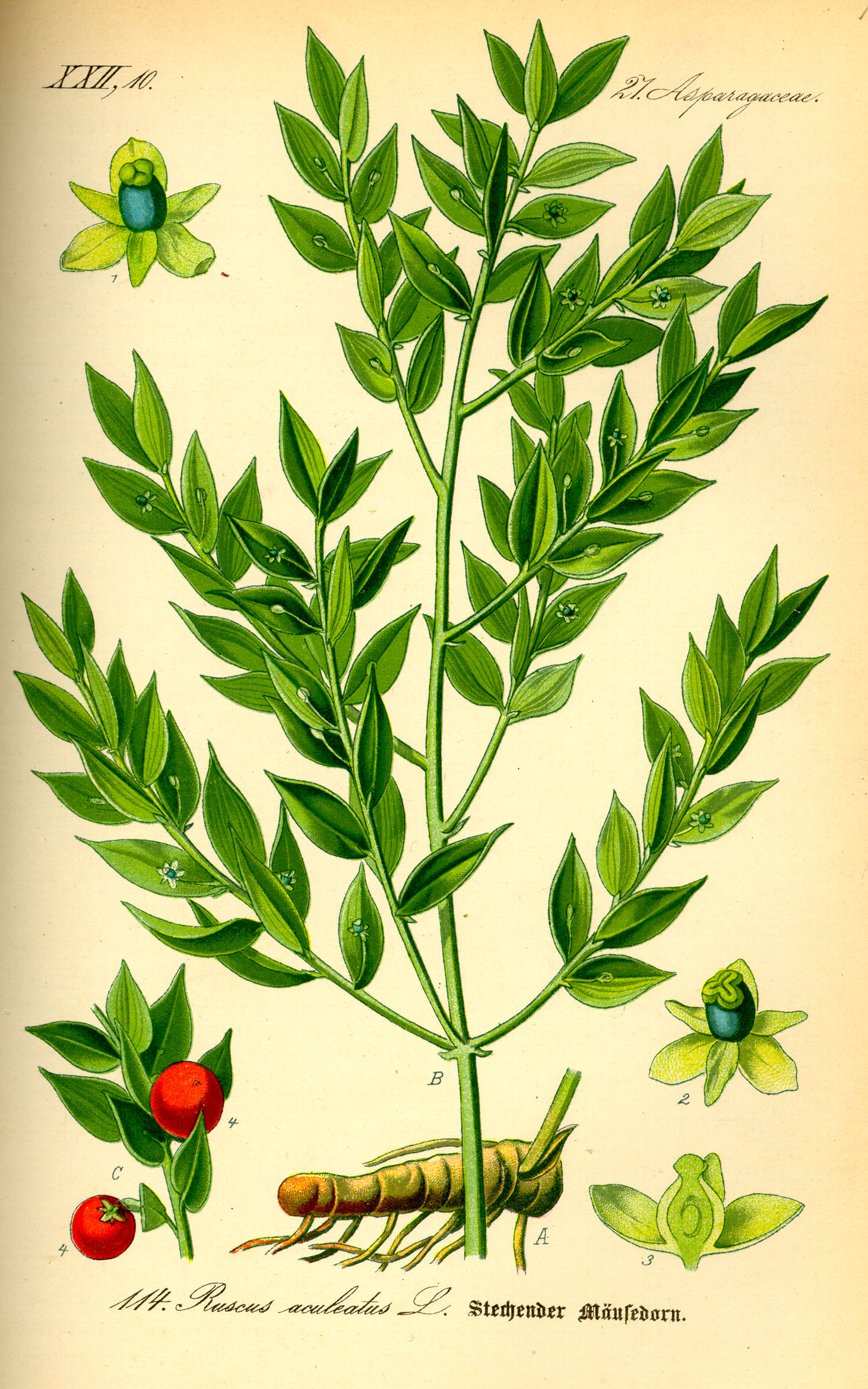
Zobrazení rostliny

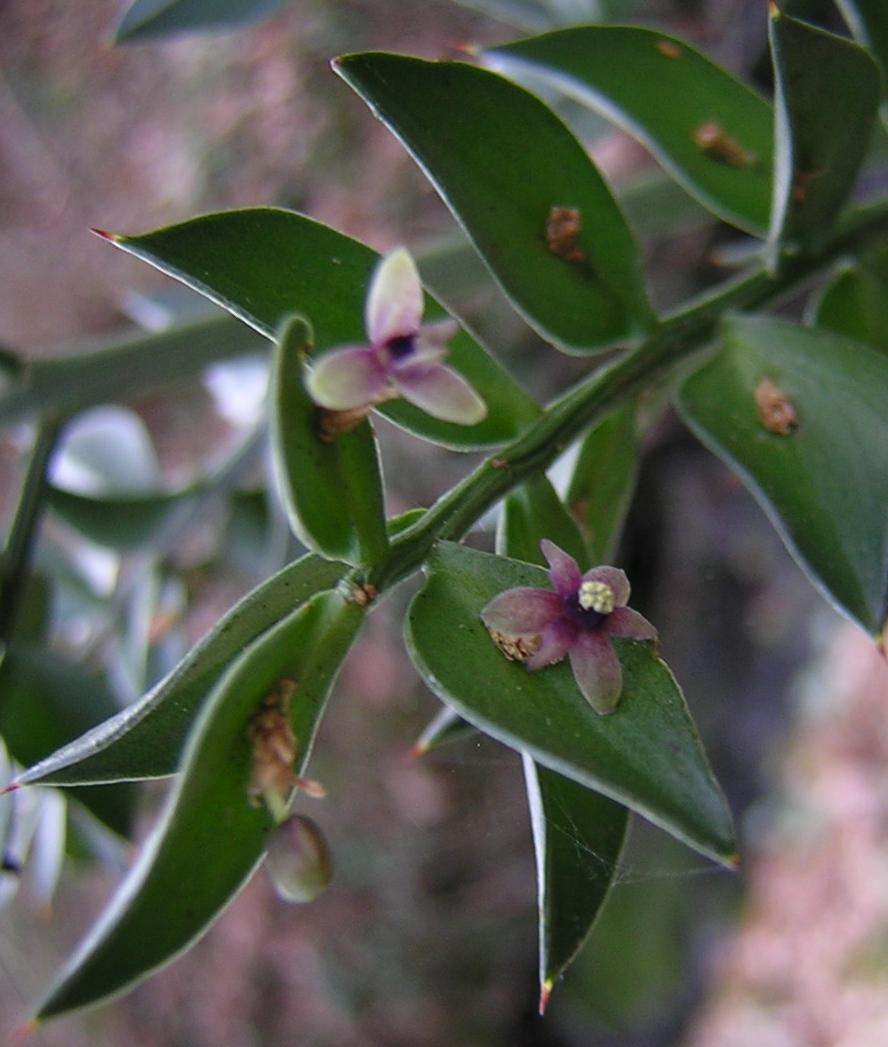
Květy na žilkách kladodií

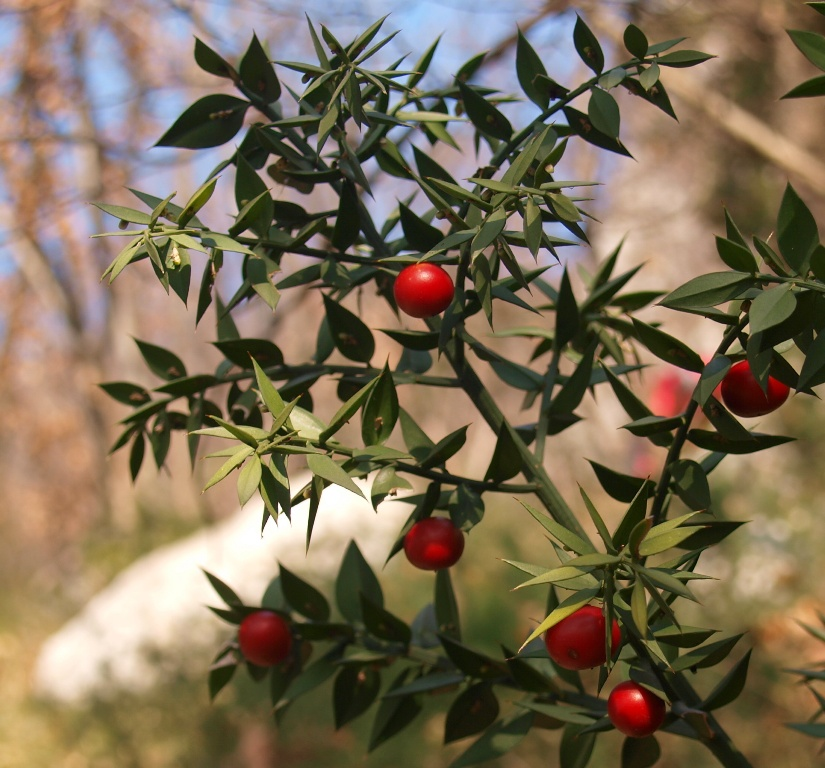
Větvička s plody

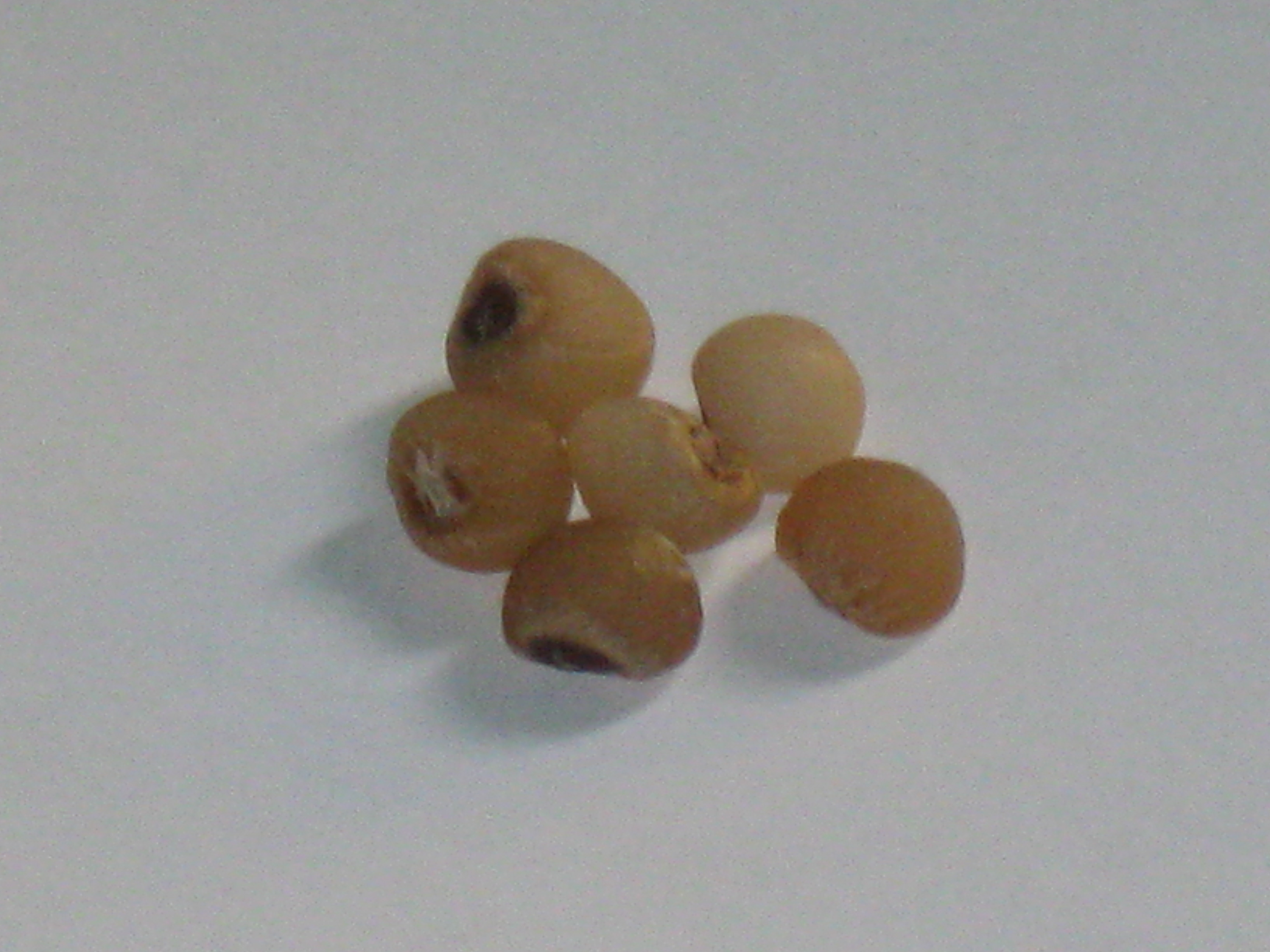
Semena

Listnatec pichlavý (Ruscus aculeatus) je vytrvalý, stálezelený, dvoudomý polokeř vysoký 20 až 80 cm, který mívá v době zralosti nápadně červené plody, bobule. Rostlina je poněkud neobvyklá tím, že místo listů má pouze drobné blanité šupiny a k fotosyntéze využívá jednodílné, ploché výhonky, kladodia, na kterých vyrůstají květy i plody. Fotosyntézu zlepšují i zelené kulaté stonky, ze kterých kladodia střídavě vyrůstají. V české přírodě žádný ze šesti druhů rodu listnatec neroste.
Bylina je považována za reliktní druh, který se vyvinul v teplém tropickém klimatu ve třetihorách. Tomu nasvědčují drobné nazelenalé květy, dlouhá doba kvetení, dužnaté plody s malým počtem semen, spoléhání na vegetativní rozmnožování a tolerantnost ke stínu, jež se vyvinula jako ochrana před suchem. Následné klimatické změny od pozdního pliocénu a kvartéru až po současnost vedly ke stavu, ve kterém již účinně nefunguje opylení, produkce semen a mechanismy jejich šíření.
Rod listnatec, jen místně se vyskytující jednoděložná keřovitá rostlina, byl postupně zařazován v čeledích Convallariaceae, Liliaceae, následně měl i vlastní čeleď Ruscaceae. Podle nejnovějšího systému APG III již není tato čeleď uznávána a listnatec je zařazen do široce pojaté čeledi chřestovitých.

## Rozšíření
Listnatec pichlavý je primárně středomořský druh s oceánským vlivem, nejvíce je rozšířen v oblasti Středozemního moře a západní Evropy, kde na severu zasahuje do Francie a do Velké Británie, nejseverněji po 55° severní zeměpisné šířky. Od Španělska a Portugalska na západě je rozšířen přes Itálii na Balkán a dále přes Turecko na Kavkaz a Blízký východ; ve střední Evropě roste pouze v Maďarsku. Je původním druhem také v zemích na západě severní Afriky a v Makaronésii. Při osídlování Ameriky byl zavlečen do středního a jihovýchodního Mexika, kde mu tamní prostředí vyhovuje a zdomácněl tam.

## Ekologie
Tento fanerofyt je pomalu rostoucí rostlina dobře snášející zastínění, což není běžné, obvykle takovýto druh bez listů potřebuje pro zajištění svých potřeb prostředí s vysokou intenzitou osvětlením. Roste od nejnižší nadmořské výšky až po 1000 m n. m. v jižní Anatolii v Turecku, obvykle na půdách s pH mezi 3 až 5, jež nebývají dlouhodobě vlhké. Často se vyskytuje v kamenitém terénu poblíž moře, mnohdy i ve štěrbinách zdí či skalních puklinách s hlínou málo plodnou, obecně však preferuje vápníkem dobře zásobené, středně úrodné půdy. V zimě požaduje sušší stanoviště, na kterém snese pokles teploty až na -25 °C.
Snadno může přežít a růst jen s 5 % plného slunečního záření, naopak jedinci situování v létě na plném slunce zastavují svůj růst. Rostliny umístěné ve stínu mají na povrchu asi dvojnásobnou koncentraci chlorofylu na jednotku plochy než na plném slunci. Nové stonky s plochými výhonky, vytvářející se průběžně z podzemního oddenku, žijí po několik let, avšak přirůstají pouze prvým rokem. Jejich vnitřní struktura je typická pro jednoděložné rostliny s uzavřenými cévními svazky bez kambia. Rostliny rodu Ruscus aculeatus využívají arbuskulární mykorhizu, mají počet chromozomů 2n = 40. Druh se nekříží, nevytváří žádné hybridy.

## Fenologie
Květní poupata založena na kladodiích od konce února se začínají zvětšovat v červenci, ve všech se počnou vyvíjet samčí a samičí části. Začátkem září však samčím květům přestanou růst pestíky a samičím prašníky a stanou se funkčně samčími či samičími. Otevírání květů probíhá obvykle v jižní Itálii od října do listopadu a na Britských ostrovech v lednu až dubnu. Doba kvetení se u jednotlivých rostlin hodně mění, někdy proběhnou za rok i dvě etapy kvetení, druhá bývá po hlavním deštivém období (přitom na shodném kladodiu může vykvést jeden květ v první etapě a další ve druhé), řidčeji některý jedinec kvete dokonce průběžně.
Květy vyrůstají jen na necelých 50 % kladodií. Na rostlině se současně otevírá deset až patnáct květů na dobu od čtyř do deseti dnů, květy mají zralý pyl i blizny od prvého dne otevření. Nenápadné květy nelákají hmyz na vůni ani nemají nektar, pouze samčí květy nabízejí pyl. Po odkvětu opadnou, vyjma malého počtu opylených samičích květů, z nichž se vyvinou plody.

## Popis
Vytrvalý, stálezelený, většinou dvoudomý, hustě větvený, oválný, pyramidální keř se stonky 20 až 80 cm vysokými, rostoucí ze silného, plazivého, sympodiálně větveného oddenku. Stonky jsou vzpřímené, zelené, žebernaté, hodně větvené. Střídavé listy jsou redukované na blanité trojúhelníkovité šupiny a v jejich úžlabí se vytvářejí listům podobná plochá, kožovitá, jednodílná fylokladia (kladodia). Ta jsou 1 až 4 cm dlouhá, 0,5 až 1 cm široká a tlustá od 0,2 po 0,4 mm, jsou kopinatého až vejčitého tvaru, na bázi široce klínovitá a na vrcholu zašpičatělá, po obvodě někdy zvlněná a pilovitá. Průduchy mají po obou stranách, přesto ve srovnání s dvouděložnými rostlinami je jich malý počet. Tkáň může zadržovat vysoké množství vody, běžná hmotnost bývá okolo 275 % vůči suché hmotnosti, což zvyšuje odolnost rostliny vůči suchu. Při rašení jsou kladodia krvavě červená, v dospělosti zelená a mírně svraskalá, mají drobné ledvinovité palisty. Stonkům je udávána životnost čtrnáct až šestadvacet měsíců, pak pomalu zasychají.
Rostliny jsou většinou dvoudomé, jen ojediněle bývají oboupohlavné nebo se vyskytují samičí květy na samčích rostlinách. Drobné, nenápadné, nazelenalé až nafialovělé květy s krátkými stopkami vyrůstají jednotlivě či po dvou z pupenů v paždí suchoblanitého listenu na střední žilce horní plochy kladodia. Samčí i samičí květy jsou si vzhledově velmi podobné, mají po šesti zelenavě bílých okvětních lístků asi 3 mm dlouhých, uspořádaných ve dvou přeslenech po třech, vnější lístky jsou širší. Samčí květ má tři tyčinky s fialovými nitkami, srostlými do trubičky okolo nedovyvinutého semeníku, nesoucí podélně pukají prašníky. Samičí květ má gyneceum vytvořené ze tří plodolistů a svrchní jednopouzdrý semeník, obklopený nitkami patyčinek, s přisedlou vřetenovitou bliznou. Je pouze málo přímých důkazů, že květiny navštěvuje a opyluje hmyz. Pyl je poměrně těžký, může být přenášen až větrem o rychlosti větší než 5 m/sec (18 km/hod). V přírodě bývá opylen jen malý počet květů.
Z květu se po opylení vyvine kulovitá bobule, napřed zelená a ve zralosti jasně červená, která bývá velká až 12 mm, čerstvá váží okolo 1,2 gramů a obsahuje obvykle jedno až dvě semena. Vzhledově atraktivní plody jsou však pro lidí i zvířata nechutné a zůstávají na rostlině. Zestárnou a větry je setřesou i se semeny na zem pod rostlinu, kde shnijí.

## Rozmnožování
Listnatec pichlavý má vlastnosti geofytu, snadno vytváří nové výhonky z větvícího se plazivého oddenku, což je hlavní metoda šíření v rámci lokality. Mladá sazenice má zpočátku jeden silný kořen, který se snadno rozdvojuje. Od třetího roku se u nové rostlinky vyvine oddenek až 0,5 cm hrubý s vertikálně i horizontálně se paprskovitě se rozbíhajícími kořeny do průměrné hloubky 10 cm. Oddenek postupně přirůstá a tloustne, může dosáhnout délky až 25 cm a průměru do 3 cm. V paždí jeho rudimentálních šupin se vytvoří dva postranní pupeny, zárodek nových stonků. Větší trs rostliny lze i s kořeny rozdělovat, nejlépe brzy z jara.
Rozmnožování semeny je velmi omezené, rostliny následkem špatného opylení vytvářejí málo plodů. Špatné opylení je přičítáno nenavštěvování květů hmyzem a špatnému anemogamickému šíření pylu. Při přirozeném opylování vznikne pouze ve 3 % rozvetlých samičích květů plod, při ručním opylení tento průměr přesahuje 70 %. Klíčení dormantních semen je pomalé a nízké. Semena mají osemení špatně propustné pro vlhkost, klíčení lze urychlit skarifikací, studená stratifikace je neúčelná. V půdní bance se semena nevyskytují, průměrná doba životností nedosahuje ani jednoho roku.
Čerstvé výhonky rostliny okusuje v zimním období pouze jelen evropský, ostatní jeleni, srnci ani daňci si jich nevšímají. Naopak spásají je volně žijící lama krotká a lama alpaka. Rostliny žerou i suchozemské želvy připravující se na zimní spánek.

## Význam
Přes svou poměrně vzácnost má listnatec pichlavý v některých oblastech Evropy dlouhou historii používání. Zhotovovaly se z něj košťata pro čištění řeznických špalků, k vymetání žhavých uhlíků z chlebových pecí i běžnému zametání selských dvorů. Extraktů z oddenků se užívalo k léčbě bradavic, omrzlin a různých otoků. Čerstvé výhonky se jedly vařené nebo smažené jako náhražka chřestu.
Současné lékařství zjistilo v oddenku rostliny zvláště účinné steroidní saponiny (ruscogenin a neoruscogenin) a dále mnohé triterpeny a steroly, flavonoidy tyramin a kumarin. Léčivé působení má zvláště ruscogenin, snižuje průtok krve v cévách a její prostupnost stěnami kapilár. Využívá se hlavně při léčbě edémů, hemoroidů, chronické žilní nedostatečnosti, ortostatické hypotenze, premenstruačního syndromu a diabetické retinopatie.
Rostliny se mohou přes zimu pěstovat i v místnostech, nejčastěji ve světlých chodbách. Stonky s kladodii se používají jako dekorace do květinových vazeb. Živé rostliny se v zahradě dají upotřebit jako podrost pod stromy do míst, kde se z důvodu nedostatku světla ostatním příliš nedaří, využívají se také do živých plotů. Byly vyšlechtěny některé variety, např.
- var. 'angustifolius' – kladodia jsou obzvláště úzká,
- var. 'barrelieri' – ve všech částech je mohutnější než původní druh; kladodia má méně početná a dvakrát až třikrát delší než široká,
- var. 'burgitensis' – nízká, často jen do 20 cm vysoká rostlina, kladodia má jen do 1,5 dlouhá a 0,8 cm široká, plody bývají velké do 0,5 cm,
- var. 'platyphyllus' – kladodia až 5 cm dlouhá a 2 cm široká.

Objevení léčivých účinků oddenků vyvolalo místy na rostliny tak silný tlak, že vymizely cele populace, např. z Turecka bylo v roce 1960 vyvezeno 900 tun usušených oddenků, což odpovídá asi 4500 tunám čerstvých. Celková populace listnatce pichlavého je však z pohledu IUCN hodnocena jako málo ohrožený druh (LC).